# Улус
Улу́с (на монголски: улс; на казахски: ұлыс) е израз от монголо-алтайски произход със сложна социална семантика, който може да се употреби за държава, хора, племе, народ, както и за територията, която заема или обитава. 
Може да означава орда, военна дружина и оттук – част или област от империята на Чингис хан. Известни улуси са Чагатайското ханство, споменавано и като Чагатайски улус, както и Улусът на Джучи, добил по-голяма популярност като Златна орда.
Терминът „улус“ се употребява от някои тюркски народи.
От 1920 – 1943 г. улусът е административна единица в Калмикия, като аналог на район.
В днешна Бурятия улус означава село с преобладаващо местно население.
Съвременна Якутия (Република Саха) административно се дели на 33 улуса.